# Trift (Bad Dürkheim)
Trift ist ein Stadtteil der rheinland-pfälzischen Kreisstadt Bad Dürkheim.

## Lage
Der Stadtteil liegt unmittelbar östlich der Kernstadt innerhalb des Haardtrand.

## Geschichte
Die ersten Häuser des heutigen Stadtteils Trift wurden 1923 am alten Viehtriebweg errichtet.
Im Februar 2007 beschloss der Stadtrat von Bad Dürkheim, ein spezielles Förderprogramm für den Stadtteil auf den Weg zu bringen. Im Folgejahr wurde die Trift in das Programm „Stadtteile mit besonderem Entwicklungsbedarf - Soziale Stadt“ aufgenommen, wodurch zusätzliche Finanzmittel des Landes Rheinland-Pfalz aus dem Förderprogramm „Experimenteller Wohnungs- und Städtebau (ExWoST)“ bereitgestellt werden konnten. Neben einem Quartiermanagement in Trägerschaft der Stadtverwaltung Bad Dürkheim ist das Mehrgenerationenhaus (MGH) Sonnenblume in der Dresdener Str. 2 mit angeschlossenem Kindergarten das zentrale Projekt zur Stärkung der sozialen Strukturen im Stadtteil. Die Protestantische Kirchengemeinde Bad Dürkheim ist Trägerin dieses Hauses, das als ein Ort der Begegnung die Funktion eines Stadtteiltreffs ausfüllen soll.

## Kultur

### Sport
Der Stadtteil verfügt über ein ausgedehntes Sportgelände mit einem Stadion.

### Regelmäßige Veranstaltungen
Am ersten August-Wochenende findet die fünftägige Trifter Kerwe statt.

## Wirtschaft und Infrastruktur

### Öffentliche Einrichtungen
Die „Innere Mission“ betreibt das vorhandene Krankenhaus, die „Lebenshilfe“ eine Beschützende Werkstatt.

### Bildung
Mit der 1976 gegründeten Salierschule (Grundschule), der Carl-Orff-Realschule Plus und dem Werner-Heisenberg-Gymnasium existieren insgesamt drei Schulen vor Ort.

### Verkehr
Die Trift verfügt über einen Haltepunkt an der Pfälzischen Nordbahn. Auf dem Gebiet des Stadtteils liegt der Flugplatz Bad Dürkheim, ein Verkehrslandeplatz.